# Château-des-Prés
Château-des-Prés korábbi község (település) Franciaországban, Jura megyében. 2019. január 1-jén Grande-Rivière községgel egyesült és Grande-Rivière Château új község része lett.
Lakosainak száma 207 fő (2018. január 1.). Château-des-Prés Grande-Rivière, Nanchez, Lézat és Villard-sur-Bienne községekkel határos.

## Népesség
A település népességének változása:
| Lakosok száma | 162  | 141  | 168  | 195  | 166  | 183  | 203  | 207  | 206  | 207  |
|               | 1968 | 1975 | 1982 | 1990 | 1999 | 2011 | 2015 | 2016 | 2017 | 2018 |